# 쪽

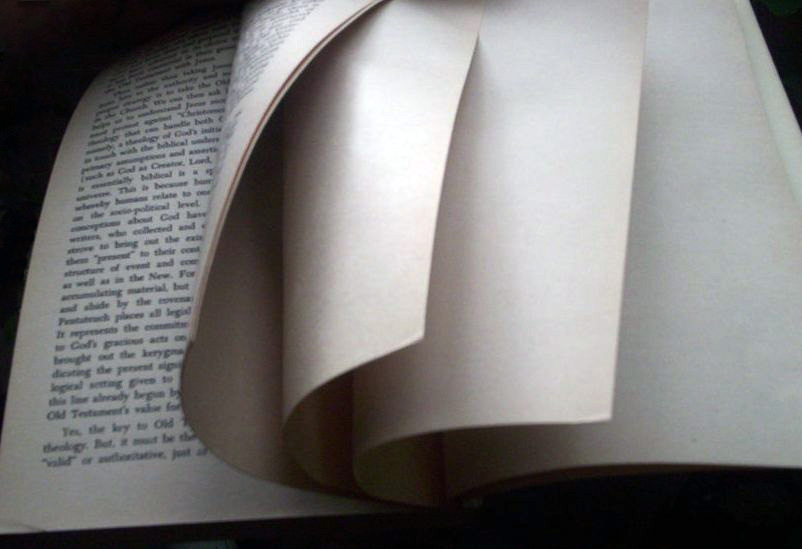
책 한 권의 여러 쪽

쪽 또는 페이지(page)는 종이의 한 단면을 가리킨다. 문서나 기록의 양을 측정하는 데 사용할 수 있다. (예: 이 논제는 12쪽으로 이루어져 있다.)

## 같이 보기
- 책 디자인
- 책 디자인
- 이미지 스케일링
- 여백 (타이포그래피)